# Ignacio Pinedo Hay
Ignacio Pinedo Hay, (nacido el 17 de junio de 1954 en Madrid, Comunidad de Madrid) es un exjugador de baloncesto español. Jugaba en la posición de base. 

## Trayectoria
Hijo del mítico entrenador y jugador Ignacio Pinedo, se formó en el Liceo Francés y jugó profesionalmente en el Club Baloncesto Estudiantes, donde llegó a ser titular y en el CB Gran Canaria durante tres años, retirándose muy joven de la práctica activa del baloncesto debido a una lesión en el tendón de Aquiles.